# Gros-Réderching
Gros-Réderching là một xã trong tỉnh Moselle, vùng Grand Est đông bắc nước Pháp.